# Karel Van Robays
Karel Van Robays (Egem, 29 september 1852 - Sint-Kruis, 20 december 1926) was dienstdoende burgemeester van Sint-Kruis van 1915 tot 1921.

## Levensloop
Leo Van Robays (Beveren-Roeselare 1821 – Sint-Kruis 1887) en Rozalia Fraeye (1819-1890) hadden vier kinderen: Julia die trouwde met Honoré Bogaert, hoofdonderwijzer in Gistel, een jongetje dat vroeg stierf, Edward  die jezuïet en missionaris werd en Karel. Leo Van Robays, timmerman en schrijnwerker van beroep, verliet Egem en vestigde zich rond 1880 in Sint-Kruis aan de huidige Poldersstraat. Karel volgde hem op en ontwikkelde de zaak tot een uitgebreid atelier met schrijnwerkers, timmerlui en beeldhouwers, gespecialiseerd in neogotisch meubilair.
Hij trouwde in 1880 met Octavie Van Daele (Koolskamp 19 juli 1857 – 1 november 1919) en ze kregen tien kinderen. Naast bedrijfsleider werd Van Robays een notabele in de gemeente. Hij werd erelid van ‘De Veloclub’ en in 1883 lid van de schuttersgilde van Sint-Sebastiaan, waarvan hij van 1903 tot 1923 deken zou zijn. Hij stichtte anderzijds een tekenschool voor de jeugd van Sint-Kruis.
Onder zijn kinderen waren er twee die het familiebedrijf verder zetten: Walter Van Robays (Sint-Kruis 1887–1961) en Huibrecht Van Robays (Sint-Kruis 1889 – Oostkamp 1940). De drie jongste dochters werden kloosterzuster. 

## Burgemeester
Vanaf januari 1904 werd hij gemeenteraadslid. Na 1911 was hij schepen. Toen de eerste schepen overleed en de burgemeester onbeschikbaar werd, stond Van Robays op de eerste rij en moest hij zijn verantwoordelijkheid opnemen. Hoewel hij alleen maar dienstdoende burgemeester was, nemen we hem op in de lijst van burgemeesters, omwille van de lange duur van de plaatsvervanging die hij verzekerde en de moeilijke oorlogsperiode waarin hij verantwoordelijkheid nam. Op 8 mei 1916 moest hij, onder dwang van de Duitsers, samen met zijn collega-schepen Leopold De Bruyne, de terechtstelling van de rijkswachter en verzetsman Julius Delaplace (1867-1916) bijwonen. 
Na de oorlog kreeg Van Robays te maken met beschuldigingen, vooral vanuit socialistische hoek, dat hij actief zou zijn geweest op de zwarte markt en zou gecollaboreerd hebben met de bezetter. Hierover verklaarde hij met bitterheid bij zijn afscheid in de laatste gemeenteraad die hij einde 1921 voorzat: “…Mijne taak is heden afgeloopen, mijnen dienst aan de gemeente is vandaag ’t einden…de laatste 6-7 jaren hebben ons vele last gegeven, en ons werk wierd slecht beoordeeld en kwalijk gevonden; klachten wierden bij ’t tribunaal gedaan en ’t tribunaal gaf ons telkemale gelijk. Klachten en naamlooze brieven werden naar den Procureur des Konings gezonden welke ons vele tergende onderhooren en onderzoeken te wege brachten maar die telkens nog eens op niets uitliepen. En toch ging de lastertaal voort haren gang, wij wierden het gewend en wij troostten ons met te zeggen, Heer vergeef het hen want zij zijn te dom om te weten wat zij doen. Wij weten dat het getal lasteraars en eereroovers geheel klein is en maar uit eene kleine kliek bestaat…en om van al die miseries af te zijn stelde ik mij niet meer vooren in de laatste verkiezingen. Thans vraag ik aan de bewooners van Sint-Kruis verontschuldiging, geene vergiffenis. Versta me wel want het is ik die vergiffenis te geven hebbe…”